# 1265

## Esdeveniments
Països Catalans
Barcelona - Després de diverses modificacions, l'organització municipal va quedar definitivament estructurada: l'autoritat municipal va recaure sobre 3 consellers elegits per un Consell de Cent personalitats.
Món

## Naixements
Països Catalans
- Alfons el Franc, (1265-1291), rei d'Aragó i comte de Barcelona.[2]

Món
- Dante Alighieri[3]

## Necrològiques
Països Catalans
Món